# FIM Moto2
El Campionat d'Europa de Moto2, conegut també com a FIM Moto2 i anomenat oficialment, en anglès, Moto2 European Championship, és un campionat europeu de motociclisme de velocitat que organitza Dorna Sports sota la supervisió de la FIM. Adreçat a pilots novells que hi competeixin amb motocicletes de la classe Moto2, el campionat actua com a competició de suport del nou campionat FIM JuniorGP.
Sorgit com una mena de empresa derivada del campionat d'Espanya de velocitat (CEV), el campionat va formar part des del 2015 del campionat d'Europa amb el nom de Road Racing European Championship - CEV Moto2, fins que a partir de la temporada del 2022 es va desvincular totalment del CEV i es va integrar en el nou campionat FIM JuniorGP.

## Història

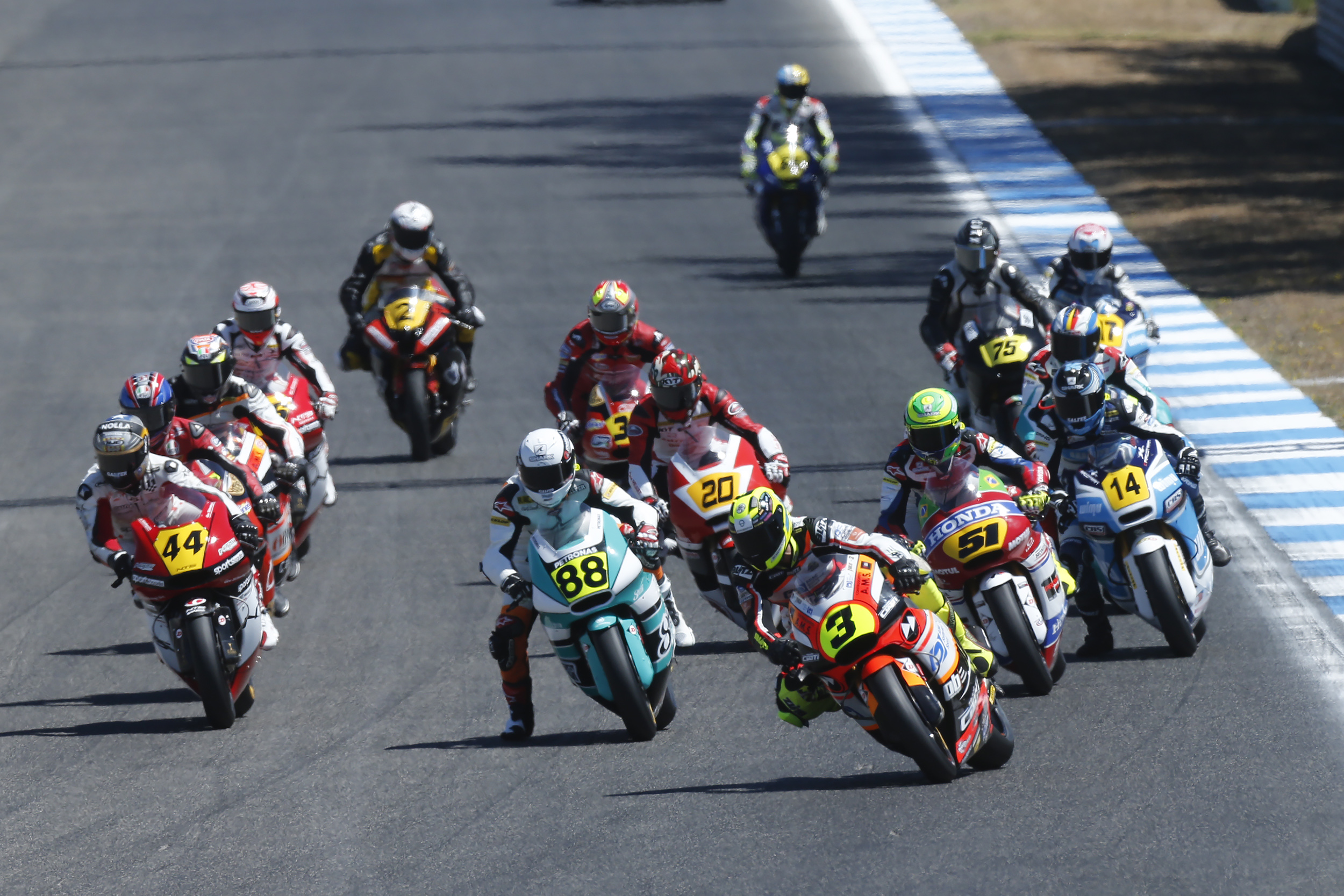
Sortida de la cursa d'Estoril del campionat del 2017

A partir de la temporada del 2010, el campionat CEV va passar a incloure la classe Moto2 en substitució de l'anterior de Supersport / F-2. El primer campió d'aquesta nova categoria va ser Carmelo Morales, que ja havia estat campió en la categoria Extreme els anys 2008 i 2009. Els anys 2011 i 2012, el campió en fou Jordi Torres, el 2013, Román Ramos i el 2014, el suís Jesko Raffin.
A partir de la temporada del 2015, el campionat CEV va passar a ser controlat directament per la FIM, en comptes de la RFME com fins aleshores. La FIM elevà al rang de Campionat d'Europa dues classes del CEV, Moto2 i Superbike (amb els noms respectius de CEV Moto2 i CEV Superbike): els guanyadors del campionat espanyol en aquestes dues categories rebien automàticament el títol de campió d'Europa malgrat que les curses es disputaven només en circuits de l'estat espanyol (més tard, també en un de Portugal anualment). Al mateix temps, la categoria Moto3 fou promoguda al rang de campionat del món amb el nom de FIM CEV Moto3 Junior World Championship.
El campionat d'Europa CEV de Moto2 (Road Racing European Championship - CEV Moto2), organitzat per la branca europea de la FIM, la FIME, es va anar celebrant anualment fins que, a data de 2021, esdevingué l'única categoria del campionat d'Europa i passà a ser anomenat FIM Moto2 European Championship. D'ençà de la temporada del 2022, el campionat passà a integrar-se dins el campionat de nova creació FIM JuniorGP com a classe de suport, al costat de la Copa d'Europa per a joves valors (una antiga copa complementària del CEV), l'European Talent Cup.

## Especificacions tècniques
Inicialment, les motocicletes de classe Moto2 havien de dur els motors de quatre temps de 600 cc que subministrava en exclusiva Honda i pneumàtics Dunlop. El 2019, el Campionat del Món de Moto2 va canviar els motors Honda 600 pels Triumph de 765 cc i es preveia que el Campionat d'Europa faria el mateix el 2020. Tanmateix, el canvi es va ajornar al 2021 per tal de reduir costos a causa de la pandèmia de COVID-19 i, finalment, els motors Triumph es van adoptar a partir de la temporada del 2022.
Al campionat d'Europa de Moto2, els components electrònics de la motocicleta hi són limitats i subministrats només per productors autoritzats per la FIM. Els discos de fre de carboni hi són prohibits i només se'n permeten d'acer. Tanmateix, no hi ha limitacions pel que fa al xassís.

## Patrocinadors
Els principals patrocinadors del campionat són Finetwork, HRC, Dell'Orto, Dunlop, Prosecco, Hawkers i Bridgestone.

## Llista de campions
A 22 de novembre de 2024
| Any  | Pilot           | Equip                           | Motocicleta |
| ---- | --------------- | ------------------------------- | ----------- |
| 2015 | Edgar Pons      | Páginas Amarillas HP40 Junior   | Kalex       |
| 2016 | Steven Odendaal | AGR Team                        | Kalex       |
| 2017 | Eric Granado    | Promoracing                     | Kalex       |
| 2018 | Jesko Raffin    | easyRace Team                   | Suter       |
| 2019 | Edgar Pons      | Baiko Racing Team               | Kalex       |
| 2020 | Yari Montella   | Team Ciatti                     | Speed Up    |
| 2021 | Fermín Aldeguer | Team Ciatti                     | Boscoscuro  |
|      |                 |                                 |             |
| 2022 | Lukas Tulovic   | Liqui Moly Intact JuniorGP Team | Kalex       |
| 2023 | Senna Agius     | Liqui Moly Intact JuniorGP Team | Kalex       |
| 2024 | Roberto García  | Team Ciatti                     | Kalex       |

1. ↑  2015-2021: Road Racing European Championship - CEV Moto2; des del 2022: Moto2 European Championship, dins el FIM JuniorGP World Championship